# دیوید بیتون
دیوید بیتون (انگلیسی: David Beaton; ح. 1494 – ۲۹ مه ۱۵۴۶ (aged ح. 52)) دیپلمات، کشیش کاتولیک، و سیاستمدار اهل اسکاتلند بود.

## کار

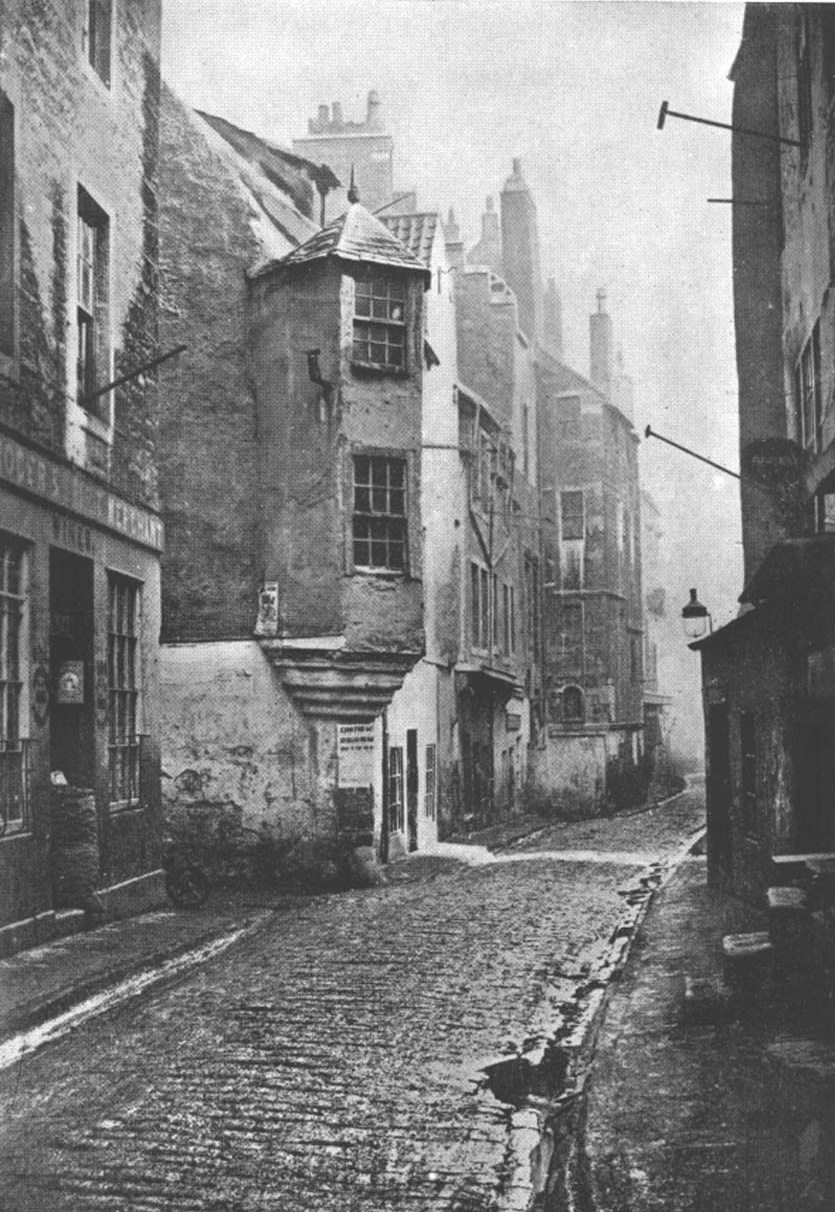
خانه محل زندگی دیوید بیتون

کاردینال بیتون، ششمین و جوان‌ترین فرزند بتون (بیتون) بود که در شهر فایف بالفور قرار داشت و همسرش مری، دختر سر دیوید بازول از بالماتو بود. شرکت بتهانس بخشی از خاندان بتون بود که شاخه اسکاتلندی متعلق به خاندان سلطنتی بتون فرانسه بود. گفته می‌شود که کاردینال در سال ۱۴۹۴ به دنیا آمده‌است. او در دانشگاه‌های سنت اندروز و گلاسگو تحصیل‌کرده بود، و در شانزده سالگی به پاریس فرستاده شد و در آنجا به تحصیل حقوق مدنی و کلیسایی پرداخت. در سال، شاه جیمز پنجم اسکاتلند وی را به عنوان سفیر در فرانسه منصوب کرد.
در سال ۱۵۲۰، دایی وی، جیمز بیتن، اسقف اعظم گلاسگو، به نام دیوید بیتن و پریبنداری در کمبسلنگ به دنیا آمد. پس از آنکه عمویش در سال اسقف اعظم سنت اندروز شد، از مقامش به نفع برادرزاده خود استعفا داد. در سال، دیوید بیتن از فرانسه بازگشت و کرسی استادی را در پارلمنت اسکاتلند به دست آورد. در سال شاه او را «مهر ویژه» نامید.
در طول ۱۵ سال، وی چندین بار به عنوان پادشاه جیمز پنجم سفیر کبیر فرانسه در فرانسه عمل کرد. وی در مذاکرات مربوط به ازدواج‌های پادشاه، ابتدا با مسی و مادلن پادشاه فرانسه، و سپس با ماری دوگیز، در این مذاکرات شرکت کرد. در سال کواجتور را نزد عمویش در سنت اندروز در حالی که جانشین سلطنت شده بود، منصوب کرد.
در دسامبر، بیتن در لانگداک به توصیه پادشاه فرانسیس اول و در تابستان بعدی اسقف سبزیجات استاک شد. احتمالاً او در آن زمان منصوب شده‌بود. همچنین در سال، به وسیله پاپ پاولوس سوم، تحت عنوان قدیس ستفان، در هیل منصوب شد. در فوریه سال، کاردینال بیتن، اسقف اعظم سنت اندروز، جانشین عمویش شد. در سال، نماینده پاپ در اسکاتلند شد.
بیتن، با حفظ اتحاد فرانسه و اسکاتلند و مخالفت با نگرش‌های سیاسی مخالف، که با سر و صدای اصلاحات پروتستان در اسکاتلند در ارتباط بود، درگیر بود.
روابط بین جیمز پنجم و عمویش، هنری هشتم از انگلستان، که به دنبال جدا کردن اسکاتلند از بیعت خود با واتیکان بود، تیره شد و آن را به انقیاد درآورد. هنری دو سفیر متوالی به اسکاتلند فرستاد تا از جیمز بخواهد که از سرمشق خود در انکار اختیارات پاپ در قلمرو خود پیروی کند. پادشاه جیمز از طرح نقشه‌های هنری امتناع ورزید و از ترک کشور خود برای دیدار با هنری خودداری کرد. در سال، جنگ میان دو کشور درهم شکست. کاردینال برای جنگ با انگلستان، که به شکست سولوای موس در نوامبر ۱۵۴۲ انجامید، مورد سرزنش قرار گرفت.

## در دوران حکومت ماری
بیتن خود را به عنوان خدمتگزار صدیق شاه معرفی کرد. این بازوان سلطنتی از آپارتمان‌های خود در قلعه سنت اندروز در فایف هستند.
جیمز پنجم در روز ۱۴ دسامبر در کاخ فالکلند درگذشت. بیتن در صدد برآمد که به نیابت سلطنت ملکه مری، ملکه اسکاتلند، به یکی از مبدل شود. وی ادعای خود را مبنی بر اراده پادشاه مرحوم بنا کرد؛ ولی این وصیتنامه به‌طور کلی جعلی تلقی می‌شد، و دومین ارل آو آرن، که وارث تاج و تخت بود، به نیابت سلطنت منصوب شد. یک کپی از این وصیت‌نامه توسط ارل آو آرن به دست فراموشی سپرده شد. در تاریخ ۱۴ دسامبر، در اتاق‌خواب پادشاه در کاخ فالکلند، توسط جیمز لئارمونث از دستر، پزشک، جان تننت، ویلیام کیراک‌کالدی از ملک ست، جان مایکل، پرکپتور سنت آنتونی در لیث، جان جوردن، کشیش، دیده شد.
فرانسیس آیکمان، پرفومر و دیگران کنار تخت. با این حال، منشی که آن وسیله را نوشته بود، به نام هنری بالفور بیتی، یک سردفتر اسناد رسمی شناخته نشد.
بیتن، بیتن را به زندان لرد سپرد و در کاخ دالکیت و سپس قلعه نس سیاه زندانی شد. ممانعت از دستگیری کاردینال، که بر طبق آن همه کلیساهای کشور باید بسته شوند، و اجرای آیینه‌ای مقدس باید به تعویق افتد، ممنوع شد.
هنگامی که بیتن از مسند قدرت بیرون آمد، ارل آو ارل آو ارل آو آرن را وادار کرد که از جانب ملکه خردسال پیمان ازدواج با انگلستان برقرار کند و تعدادی از واعظان پروتستان را منصوب کند. پیمانه‌ای که در ماه ژوئیه در گرینویچ به امضا رسید، تصریح کرد که مری تا ده‌سالگی با یک نجیب‌زاده انگلیسی (و همسرش) همراهی خواهد شد و بعداً تا زمان ازدواجش در انگلستان ساکن خواهد شد. اتحاد تاج و تخت انگلستان و اسکاتلند که عهدنامه در آن پیش‌بینی شده‌بود، کونتورورسی بود.
از ابتدا. بسیاری از کسانی که ترجیح می‌دادند به پیمان آئلد با فرانسه ادامه دهند در برابر سیاست آنگلو مقاومت کردند. مقاومت در برابر این عهدنامه منجر به افزایش شهرت فرقه فرانسوی و آزادی بیتن از زندان گردید. عهدنامه گرینویچ در ۱۱ دسامبر ۱۵۴۳ توسط پارلمان اسکاتلند پذیرفته شد که به هشت سال جنگ انگلیس و انگلیس موسوم به روق انجامید. بیتن در سال بیتن به قدرت رسید و زودتر از آن دست به دست کرد. پس از آن دو حمله انگلیسی، بیتن را به قتل رساندند. در ماه دسامبر، بیتن برای بازداشت، محاکمه و اعدام واعظ پروتستان، جورج ویشرت، که در روز ۲۸ مارس سال ۱۵۴۶ اعلام شد، خفه و سپس سوخته‌است. ویشرت هواداران زیادی داشت و این امر منجر به ترور کاردینال شد.

## مرگ
توطئه علیه کاردینال بیتن در اوایل سال انتشار یافت.
این توطئه کنندگان توسط نورمن لسلی، استاد و ویلیام کیرک‌کالدی از گرینج هدایت شدند. از توسعه منافع بیتون در فایف رنج برده بود؛ در حالی که عموی کیراک‌کالدی جیمز کیرک‌کالدی از ملک تیپتون، با نفوذ بیتون همدردی و همدردی پروتستان‌ها را برانگیخت. آن‌ها توسط جان لسلی یکی از فایف که به خاطر قتل سینوزیت خشمگین شده بودند، به آن‌ها پیوستند. لسلی و کیرک‌کالدی موفق شدند در روز ۲۹ مه سال ۱۵۴۶ در کاخ سنت اندروز اجازه ورود به کاخ سنت اندروز را بگیرند و در این روند دربان را کشتند. سپس کاردینال را کشتند، جسد را تکه‌تکه کردند و از پنجره قلعه‌ای آویزان کردند.
در آن زمان به‌طور گسترده‌ای معتقد بودند که مردن او به نفع هنری هشتم انگلستان بوده‌است، که بیتن را به عنوان مانع اصلی سیاست خود در اسکاتلند در نظر گرفت؛ قتل کاردینال قطعاً نقطه عطفی در انتخابات نهایی بود.
در زمان مرگش، دیوید بیتن، اعظم اسکاتلند، اسقف اعظم سنت اندروز، و کاردینال نماینده پاپ در اسکاتلند بود. او به عنوان اسقف اعظم سنت اندروز توسط دکتر جان هامیلتون جانشین او شد.